# Карликовые когтеносцы
Карликовые когтеносцы (лат. Hymenochirus) — род земноводных семейства пиповых. Содержит 4 вида.
Общая длина представителей этого рода колеблется от 3,5—6 см. Довольно изящные и стройные лягушки. Морды длинные и плоские. Имеют длинное тельце с короткими лапками. Пальцы относительно длинные, особенно на задних лапах, на передних лапах хорошо развиты прозрачные плавательные перепонки. Эти лягушки имеют крохотные чёрные когти на задних ногах. Наделены лёгкими, а не жабрами. Лишены зубов и языка. Общий тон окраски серовато-бурый, спинная сторона тела покрыта многочисленными чёрными пятнышками. Брюхо немного светлее спины, без точечного рисунка.
Своим поведением похожи на представителей рода шпорцевые лягушки. Любят мелкие стоячие водоёмы, в том числе мелкие лужи и болота. Всю жизнь проводят в воде. Время от времени появляются на поверхности. Это подвижные земноводные, активны в любое время. Питаются падалью, мелкими беспозвоночными.
Размножение происходит посредством амплексуса. Спаривание происходит ночью. Самка откладывает до 300 яиц на поверхности водоёма. Эмбриональный период длится 1,5—2 дня. Метаморфоз длится 60—70 суток.
Продолжительность жизни до 20 лет.
Эндемики Африки. Живут от Нигерии до Демократической Республики Конго.

## Классификация
На ноябрь 2018 года в род включают 4 вида:
- Hymenochirus boettgeri (Tornier, 1896) — Когтеносец Бёттгера
- Hymenochirus boulengeri de Witte, 1930 — Когтеносец Буланже
- Hymenochirus curtipes Noble, 1924 — Коротконогий когтеносец
- Hymenochirus feae Boulenger, 1906 — Габонский когтеносец